# Xenia Smits
Xenia Smits (* 22. April 1994 in Wilrijk) ist eine deutsche Handballspielerin belgischer Herkunft.

## Karriere
Xenia Smits begann in Belgien mit dem Handball. 2008 kam sie nach Deutschland und besuchte das Handball-Leistungszentrum der HSG Bad Wildungen. 2010 wechselte die 1,82 Meter große Rückraumspielerin zur HSG Blomberg-Lippe, wo sie bereits in der Saison 2010/11 in der  Handball-Bundesliga zum Einsatz kam. 2013 wurde sie mit dem Erhard-Wunderlich-Gedächtnispreis als Handball-Talent des Jahres ausgezeichnet, weil sie in der Saison 2012/13 noch als A-Jugendliche bereits zu den Leistungsträgern der Bundesligamannschaft gehörte.
Ab dem Sommer 2015 lief sie für den französischen Erstligisten Metz Handball auf. Mit Metz gewann sie 2016, 2017, 2018 und 2019 die französische Meisterschaft sowie 2017 und 2019 den französischen Pokal. Im Sommer 2020 wechselte sie zum deutschen Bundesligisten SG BBM Bietigheim. Mit Bietigheim gewann sie 2021, 2022 und 2023 den DHB-Pokal, 2021, 2022 und 2023 den DHB-Supercup, 2022, 2023 und 2024 die deutsche Meisterschaft sowie 2022 die EHF European League. Im Sommer 2024 schloss sie sich mit der Profimannschaft der SG BBM Bietigheim der HB Ludwigsburg an. Mit Ludwigsburg gewann sie 2025 sowohl die deutsche Meisterschaft als auch den DHB-Pokal. Im Sommer 2025 kehrte sie zum französischen Erstligisten Metz Handball zurück.
Smits nahm ab 2011 an Lehrgängen des Deutschen Handballbundes teil. An der U-19-Europameisterschaft im August 2013, für die sie nominiert war, konnte sie nicht teilnehmen, weil sie zu der Zeit noch nicht eingebürgert war. Am 13. November 2013 wurde sie von Bundestrainer Heine Jensen in den erweiterten Kader der deutschen Frauen-Nationalmannschaft für die Weltmeisterschaft 2013 berufen. Ein Jahr später nahm Smits an der Europameisterschaft teil, wo sie ein Tor in fünf Spielen erzielte. Im selben Jahr nahm sie an der U-20-Weltmeisterschaft in Kroatien teil und erreichte dort mit der deutschen Mannschaft den vierten Platz. 2015 wurde sie von Bundestrainer Jakob Vestergaard in den 16-köpfigen Kader für die Handball-Weltmeisterschaft der Frauen 2015 in Dänemark berufen. Im Jahr 2024 nahm sie an den Olympischen Spielen in Paris teil. Sie absolvierte bisher 141 Spiele, in denen sie 339 Tore erzielte.
Im Februar 2025 wurde Smits als Deutschlands Handballerin des Jahres 2024 ausgezeichnet.

## IHF-Athletenkommission
Im August 2024 wurde Xenia Smits zum Mitglied der IHF-Athletenkommission gewählt.

## Sonstiges
Ihre jüngeren Schwestern Munia Smits und Aaricia Smits sind ebenfalls Handballspielerinnen.